# Ippodromo del Casalone
L'ippodromo del Casalone è un impianto sportivo situato nella parte meridionale della città di Grosseto. La sua ubicazione è all'inizio della strada provinciale per Principina a Mare, nell'omonima zona della città.
L'impianto venne costruito nel 1925 per far fronte al crescente interesse della cittadinanza grossetana per l'equitazione e le gare di ippica; per la realizzazione dell'ippodromo fu scelta l'area a sud della città, non lontana dalla Fattoria di Gorarella della famiglia Ricasoli che, fino ad allora, era il luogo in cui si svolgevano le gare e le rassegne legate a queste discipline sportive.
Il 25 agosto 1990, la struttura fu teatro di una tragedia: il venticinquenne fantino Marco Paganini riportò una grave caduta dal cavallo, finendo poi travolto dagli altri corridori e morendo dopo tre giorni di coma.

## Caratteristiche
L'impianto sportivo è costituito da un campo ad ostacoli in erba per concorsi ippici, un anello di sabbia per addestramento siepi e trotto, un tondino di sabbia e sei diversi tipi di piste: una di sabbia, una per corse ad ostacoli e in siepi, una ovale piana in erba, una a forma di otto in erba con due diagonali doppie e una circolare lunga, una per corse primaverili e autunnali e una per corse estive in piano che viene usata quasi esclusivamente nelle ore notturne.

## Eventi
Presso l'ippodromo del Casalone si svolgono prevalentemente le specialità di galoppo, trotto e sella, con eventi che si svolgono in notturna durante la stagione estiva; mediamente, si svolgono circa 60 corse all'anno. L'impianto, oltre alle tradizionali gare, ospita anche manifestazioni, rassegne ed esibizioni legate al cavallo maremmano.
L'impianto è gestito dalla Società Maremmana Corse Cavalli S.p.A.